# Beuzeville-la-Bastille
Beuzeville-la-Bastille település Franciaországban, Manche megyében. Lakosainak száma 147 fő (2022. január 1.). Beuzeville-la-Bastille Liesville-sur-Douve, Picauville és Sainte-Mère-Église községekkel határos.

## Népesség
A település népességének változása:
| Lakosok száma | 243  | 166  | 166  | 148  | 163  | 151  | 144  | 143  | 145  | 147  |
|               | 1968 | 1982 | 1990 | 2006 | 2013 | 2015 | 2017 | 2019 | 2020 | 2022 |